# آرتور ایرشوف
آرتور ایرشوف (روسی: Артур Станиславович Ершов؛ زادهٔ ۷ مارس ۱۹۹۰) دوچرخه‌سوار اهل روسیه است.
از باشگاه‌هایی که در آن بازی کرده‌است می‌توان به گازپروم-روس‌ولو اشاره کرد.
وی در مسابقات کشوری و بین‌المللی در مجموع برندهٔ ۲ مدال طلا شده‌است.